# 2022년 동계 패럴림픽 중화인민공화국 선수단
2022년 동계 패럴림픽 중화인민공화국 선수단은 2022년 동계 패럴림픽에 참가한 중화인민공화 선수단이다.

## 참가 종목
- 알파인 스키

금=3, 은=9, 동=7, 총합=19
- 바이애슬론

금=4, 은=2, 동=6, 총합=12
- 스노보드

금=3, 은=3, 동=4, 총합=10
- 크로스컨트리 스키

금=7, 은=6, 동=5, 총합=18
- 아이스 슬레지 하키
- 휠체어 컬링

## 여담
1. 하계패럴림픽에서 2004 아테네 대회부터 2020 도쿄 대회까지 5회 연속 종합 1위에 오른 중국이 동계패럴림픽에서 종합 1위에 오른 것은 이번이 처음이다.
2. 홈경기장의 이점을 받기 위해 중국 선수들은 대회를 앞두고 장자커우에 머무르며 코스를 쉼 없이 달렸다.
3. 한민수 한국 대표팀 감독은 "장애인 인구가 많은 중국이 경기하기에 유리한 장애를 가진 어린 선수를 발굴해 키운 것 같다"라는 의견을 밝혔다.

## 같이 보기
- 2022년 동계 올림픽 중화인민공화국 선수단